# Vanessa Lengies
Vanessa Lynne-Marie Lengies (* 21. července 1985, Montreal, Québec, Kanada) je kanadská herečka a zpěvačka.

## Životopis
Její otec je německého a matka egyptského původu. Začínala v kanadských televizních pořadech jako Sponk!, Bojíte se tmy?, Radio Active a Populární mechanika pro děti. Namluvila roli Emily v animovaném seriálu Arthur. V roce 2000 měla hlavní roli ve filmu Krysouni.
V roce 2002 byla obsazena do seriálu American Dreams, kde si zahrála teenagerku Roxanne Bojarski. Děj seriálu se odehrával ve Philadelphii v šedesátých letech a Roxanne se stane jednou z tanečnic v pořadu American Bandstand, kterou moderoval Dick Clark. Seriál měl 3 série a poslední epizoda se vysílala 30. března 2005.
V roce 2005 si spolu s Hilary Duffovou a Heather Locklearovou zahrála v komedii Pan Božský. Ve stejném roce si také zahrála roli servírky Natasky v americkém filmu Hele kámo, kdo tu vaří? a získala roli i v pokračování filmu s názvem Uvaříme, uvidíme. V roce 2006 ztvárnila gymnastku ve filmu Rebelka, kde hrála spolu s Jeffem Bridgesem a Missy Peregrym.
Zahrála si roli Sophii v dramatickém seriálu Monarch Cove. Také hrála v komediálním seriálu Squeegees.
Od roku 2009 do 2011 se objevovala jako sestra Kelly Epson v seriálu Sestra Hawthornová. V první sérii měla vedlejší role a po další dvě série byla v seriálu již pravidelnou postavou.
V srpnu 2011 byla obsazena do vedlejší role Sugar Motty do třetí série televizního muzikálového seriálu Glee.

## Filmografie
| Film          | Film                                | Film                 | Film                          |
| Rok           | Název                               | Role                 | Poznámky                      |
| ------------- | ----------------------------------- | -------------------- | ----------------------------- |
| 2005          | Hele kámo, kdo tu vaří?             | Natasha              |                               |
| 2005          | Pan Božský                          | Amy Pearl            |                               |
| 2006          | The Substance of Things Hoped For   | Daphne               |                               |
| 2006          | Rebelka                             | Joanne Charis        |                               |
| 2008          | Extreme Movie                       | Carla                |                               |
| 2008          | Puberťáci milují sex                | Robyn                |                               |
| 2009          | Archie's Final Project              | Mallory              |                               |
| 2009          | Uvaříme, uvidíme...                 | Natasha              |                               |
| 2015          | We Are Your Friends                 | Mel                  |                               |
| 2016          | Happy Birthday!                     | Katie Elizondo       |                               |
| Televize      |                                     |                      |                               |
| Role          | Název                               | Role                 | Poznámky                      |
| 1996–2006     | Arthur                              | Emily                | Vedlejší role                 |
| 1997          | Lassie                              | Charity              | Epizoda: "The Manhunt"        |
| 1998–2001     | Populární mechanika pro děti        | Sama sebe            | Vybrané epizody               |
| 1998          | Hurá za Kájou!                      | Boy/Girl             | 3 epizody                     |
| 1998          | Radio Active                        | Sarah Leigh          |                               |
| 1999–2000     | Bojíte se tmy?                      | Vange                | Hlavní role                   |
| 2000          | Krysouni                            | Marci Kornbalm       | TV film                       |
| 2000          | V dobrém i zlém                     | Elizabeth Patterson  |                               |
| 2002–2005     | American Dreams                     | Roxanne Bojarski     | Hlavní role                   |
| 2005          | 8 Simple Rules                      | Monica               | Epizoda: "The After Party"    |
| 2006          | Posel ztracených duší               | Caitlin Emerson      | Epizoda: "The Vanishing"      |
| 2006          | Split Decision                      | Ashley               | TV film                       |
| 2006          | Monarch Cove                        | Sophia Preston       | Hlavní role                   |
| 2007          | Za svitu měsíce                     | Leni Hayes           | Epizoda: "Fever"              |
| 2008          | Uklízeč                             | Lolly                | Epizoda: "Rag Dolls"          |
| 2008          | This Might Hurt                     | Lily Birdsall        | TV film                       |
| 2009          | Medium                              | Zoey                 | Epizoda: "Apocalypse... Now?" |
| 2009–2011     | Sestra Hawthornová                  | Nurse Kelly Epson    | 29 dílů                       |
| 2010          | Accidentally on Purpose             | Tracy                | Epizoda: "Back to School"     |
| 2010          | Kriminálka Miami                    | Shea Williamson      | Epizoda: "Reality Kills"      |
| 2010          | Pravidla zasnoubení                 | Julia                | Epizoda: "Refusing to Budget" |
| 2011          | Castle na zabití                    | Eliza Winter         | Epizoda: "Kouzla a čáry"      |
| 2011–13, 2015 | Glee                                | Sugar Motta          | Vedlejší role, 26 dílů        |
| 2012–13       | MyMusic                             | Loco Uno             | Vedlejší role, 7 dílů         |
| 2014          | Mixology                            | Kacey                | Hlavní role                   |
| 2014          | Llama Cop                           | Dr. Kristen Reynolds | 2 díly                        |
| 2015          | Resident Advisors                   | Marissa              | Vedlejší role, 4 díly         |
| 2016          | Druhá šance                         | Alexa                | Hlavní role, 11 dílů          |
| 2016          | The Detour                          | Elf                  | Epizoda: „The Drop“           |
| 2016–17       | Star Wars: Dobrodružství Freemakerů | Kordi Freemaker      | Hlavní role, 20 dílů          |